# Trouble (Pink)
Trouble è una canzone vincitrice del Grammy Award cantata da Pink, ed estratta dal suo terzo album Try This del 2003. Il brano è stato scritto da Tim Armstrong e Pink. La canzone fa parte della colonna sonora del film White Chicks.

## Video musicale
Il video per Trouble ha un'ambientazione western ed è stato girato da Sophie Muller. Nella piccola cittadina di Sharktown si vede Pink cavalcare, fino ad arrivare ad un saloon. La cantante chiede da bere al barista, che si rifiuta su ordinazione dello sceriffo (interpretato da Jeremy Renner), che ha guardato sospettosamente Pink sin da quando è entrata. La cantante allora scavalca il bancone, e dopo aver spinto il barista si serve da sola. Ne segue una rissa il cui Pink viene arrestata, ma riesce a liberarsi seducendo lo sceriffo e ammanettandolo al posto suo. Pink ritorna al saloon e comincia a ballare con altre donne (le Pussycat Dolls) sul bancone del bar. Ne segue un duello con lo sceriffo, che Pink batte usando la frusta.

## Tracce
Testi e musiche di Pink e Tim Armstrong, eccetto dove indicato
CD singolo (Canada, Stati Uniti)
1. Trouble
2. Trouble (Hyper Radio Remix)

CD maxi-singolo (Australia, Europa)
1. Trouble (Radio Edit) – 3:13
2. Delirium (Previosly Unreleased) – 3:41 (Pink, Linda Perry)
3. Free (Previosly Unreleased) – 6:40 (Pink, Linda Perry, Brian MaCleod, Eric Schermerhorn, Paul Ill)
4. Trouble (Videoclip)

Download digitale – AOL
1. Trouble (Acoustic)

## Classifiche
| Classifica (2003)                | Posizione massima |
| -------------------------------- | ----------------- |
| Australia                        | 8                 |
| Austria                          | 5                 |
| Belgio                           | 32                |
| Canada                           | 2                 |
| Danimarca                        | 8                 |
| Germania                         | 7                 |
| Irlanda                          | 7                 |
| Italia                           | 11                |
| Norvegia                         | 5                 |
| Nuova Zelanda                    | 20                |
| Paesi Bassi                      | 22                |
| Svezia                           | 8                 |
| Svizzera                         | 5                 |
| Regno Unito                      | 7                 |
| U.S. Billboard Hot 100           | 68                |
| U.S. Billboard Top 40 Mainstream | 16                |